# Steyr 188
A Steyr 188 a Steyr Daimler Puch gyártótól származó traktor. Ez a jubileumi sorozat első modellje. A 28 lóerős traktorból 1960 és 1966 között 26 425 darabot gyártottak (188-as típus: 23 223 darab; 188n típus: 3202 darab).

## Motor
A meghajtásról a Steyr teherautó részleg WD-209 típusú, vízhűtéses, négyütemű, kéthengeres dízelmotorja gondoskodik. A motor lökettérfogata 115 mm, lökettérfogata 1991 cm³. Önhordó és a sebességváltóházhoz csatlakozik.

## Sebességváltó
A Steyr 188-as egy Steyr-Daimler-Puch csoportos sebességváltóval van felszerelve, amely szántóföldi és közúti csoportokra van osztva, valamint egy váltóművel, amely 2 × 4 előremeneti és 2 × 3 hátrameneti fokozatot tartalmaz.

### Szántóföldi sebesség
| Előrement             | Hátramenet            |
| --------------------- | --------------------- |
| 1. fokozat: 1,66 km/h | 1. fokozat: 1,67 km/h |
| 2. fokozat: 2,87 km/h | 2. fokozat: 2,89 km/h |
| 3. fokozat: 4,73 km/h | 3. fokozat: 4,76 km/h |
| 4. fokozat: 7,81 km/h |                       |

### Közúti sebesség
| Előrement              | Hátramenet             |
| ---------------------- | ---------------------- |
| 1. fokozat: 6,00 km/h  | 1. fokozat: 6,00 km/h  |
| 2. fokozat: 10,40 km/h | 2. fokozat: 10,50 km/h |
| 3. fokozat: 17,10 km/h | 3. fokozat: 17,20 km/h |
| 4. fokozat: 28,30 km/h |                        |

## Fékek
A traktor mechanikus belső fékpofákkal rendelkezik, amelyek a hátsó kerekeken egyedi kerékfékként működnek.

## Tengelyek és kormányzás
Az első tengely lengőtengelyes, nyomtávja ötször állítható 1250 és 1750 mm között. A hátsó tengely egy portáltengely, és a nyomtávja nyolcszor állítható 1250 és 1650 mm között. A tengelyen csigahengeres kormányrendszer található.

## 188 n változat
A Steyr 188-nak volt egy hegyi változata is, a Steyr 188n (alacsony traktor), amelyből 1965 és 1966 között 3202 darabot gyártottak. Ennek a traktornak alacsonyabb volt a súlypontja és kisebb hátsó gumiabroncsokkal (10-24) rendelkezett a hegyi lejtőkön való használathoz. Ettől eltekintve ez a traktor megegyezett a normál modellel. Ehhez a változathoz opcionálisan extra súlyok, hálós kerekek, kettős gumiabroncsok, valamint fél vagy teljes lánctalpak voltak rendelhetők.

## Linkek
- Vom Zugtier zur Landmaschine: Steyr 188, 190, 288 und 290 auf zuckerfabrik24.de
- Steyr 188 und 188n auf fahrzeugseiten.de

## Fordítás
Ez a szócikk részben vagy egészben  a   Steyr 188 című német Wikipédia-szócikk ezen változatának fordításán alapul.  Az eredeti cikk szerkesztőit annak laptörténete sorolja fel. Ez a jelzés csupán a megfogalmazás eredetét és a szerzői jogokat jelzi, nem szolgál a cikkben szereplő információk forrásmegjelöléseként.